# Alexandr Matvějev
Alexandr Matvějev (* ???; rusky Александр Матвеев) je ruský horolezec a bývalý reprezentant v ledolezení, mistr světa v ledolezení na rychlost.

## Výkony a ocenění
- 2002: mistr světa v ledolezení
- 2003: mistr světa v ledolezení
- 2004: mistr světa v ledolezení
- 2007: vicemistr světa a vítěz celkového hodnocení světového poháru v ledolezení

### Závodní výsledky
| Mistrovství světa v ledolezení | Mistrovství světa v ledolezení | Mistrovství světa v ledolezení | Mistrovství světa v ledolezení | Mistrovství světa v ledolezení | Mistrovství světa v ledolezení |
| Rok                            | 2002                           | 2003                           | 2004                           | 2005                           | 2007                           |
| ------------------------------ | ------------------------------ | ------------------------------ | ------------------------------ | ------------------------------ | ------------------------------ |
| Obtížnost                      |                                |                                |                                |                                |                                |
| Rychlost                       | 1                              | 1                              | 1                              |                                | 2                              |

| Světový pohár v ledolezení | Světový pohár v ledolezení | Světový pohár v ledolezení | Světový pohár v ledolezení | Světový pohár v ledolezení | Světový pohár v ledolezení | Světový pohár v ledolezení |
| Rok                        | 2002                       | 2003                       | 2004                       | 2005                       | 2006                       | 2007                       |
| -------------------------- | -------------------------- | -------------------------- | -------------------------- | -------------------------- | -------------------------- | -------------------------- |
| Obtížnost                  |                            |                            | nehodnotilo se             | nehodnotilo se             | 18                         | 47-48                      |
| jednotlivě*                |                            |                            |                            |                            | 13,-,10,-,-                | -,-,28-29                  |
|                            |                            |                            |                            |                            |                            |                            |
| Rychlost                   |                            |                            | nehodnotilo se             | nehodnotilo se             | 6                          | 1                          |
| jednotlivě* (x/x/x)        | ,?,?,                      | ,                          |                            |                            | ,,-,-                      | ,6                         |

* poznámka: napravo jsou poslední závody v roce